# مات موريس (مهندس)
مات موريس (بالإنجليزية: Matt Morris)‏ هو مهندس بريطاني، ولد في 12 مايو 1974.